# Tiro libero

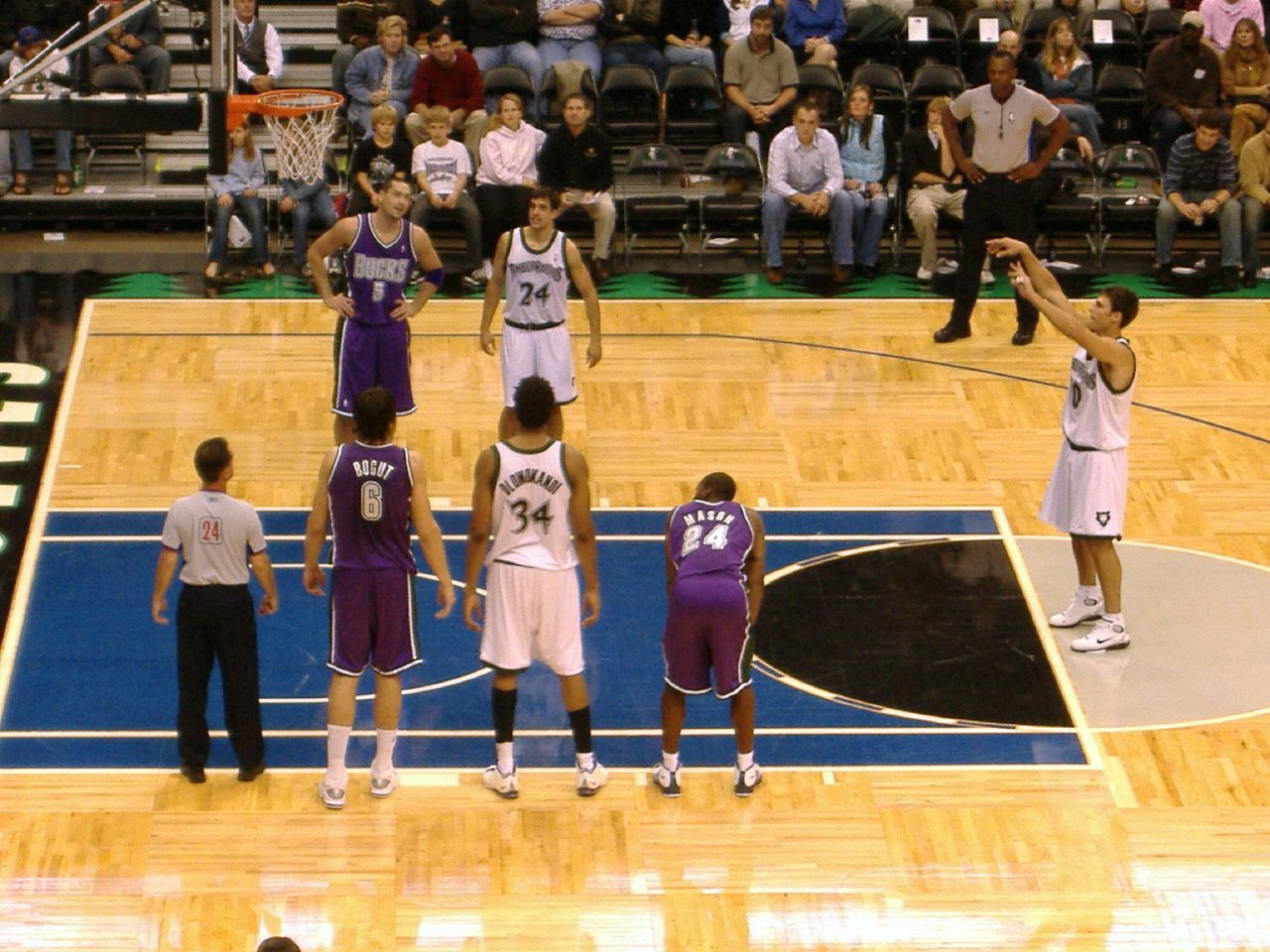
Un tiro libero.

Il tiro libero è una sanzione prevista dal regolamento in alcuni sport di squadra.

## Pallacanestro
Nella pallacanestro, il tiro libero è la sanzione prevista nel caso in cui la difesa commetta un fallo nel momento in cui un avversario tira, in seguito ad un fallo tecnico, antisportivo o da espulsione o per ogni fallo commesso dopo il bonus, tranne quelli commessi in attacco. L'arbitro ha la facoltà di assegnare:
- 3 tiri nel caso in cui l'avversario stesse tirando da tre punti;
- 1 tiro quando è stato segnato il canestro prima della segnalazione del fallo;
- 2 tiri negli altri casi.

In questi casi viene consentito al giocatore che ha subito il fallo di tirare dall'interno della lunetta del tiro libero. Lungo le linee che congiungono la lunetta al bordo del campo, si sistemano alla sinistra del giocatore 2 avversari e un compagno di squadra in modo alternato; alla destra un avversario e un compagno di squadra lasciando libero lo spazio tra le prime due tacche presenti nelle linee. In questo modo, nel caso in cui l'ultimo tiro libero non entri nel canestro, sia gli avversari che i compagni di squadra possono tentare di recuperare la palla e iniziare una nuova azione. Se invece l'ultimo tiro va a segno, si effettua la rimessa dalla linea di fondo campo. Ogni tiro libero vale un punto.
Il Guinness dei primati riporta due record legati ai tiri liberi: Ted Saint Martin realizzò 5221 tiri liberi consecutivi il 28 aprile 1996 a Jacksonville; Jim Connolly ne totalizzò 280 su 326 in 10 minuti il 12 ottobre 1998 a Pacifica.

## Calcio a 5

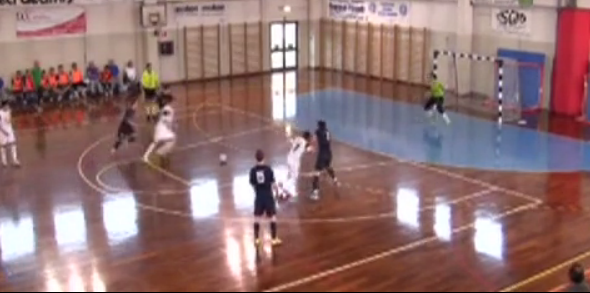
Un tiro libero nel calcio a 5

Nel calcio a 5, il tiro libero è la sanzione prevista quando una squadra commette sei falli diretti in un tempo (nel secondo tempo i falli vengono azzerati). In caso di supplementari i falli non vengono azzerati, come tra il primo e secondo tempo, ma restano quelli commessi nel secondo tempo. Il punto è situato a una distanza di 10 m dal centro della linea di porta. Nel caso in cui il sesto fallo venga commesso a una distanza inferiore ai 10 m, il giocatore, può decidere di batterlo nel punto dove è stato effettuato il fallo.